# Liste de sociétés matrilinéaires ou matrilocales
 (mai 2022).
Si vous disposez d'ouvrages ou d'articles de référence ou si vous connaissez des sites web de qualité traitant du thème abordé ici, merci de compléter l'article en donnant les références utiles à sa vérifiabilité et en les liant à la section « Notes et références ».
Cette liste comprend les sociétés qui ont été identifiées comme :
- matrilinéaires, lorsque la filiation est celle du lignage de la mère, ce qui contribue à régler la transmission du patrimoine, du nom de famille[1]...
- matrilocales, lorsque les époux résidant chez les parents de la mariée, à proximité ou sur leur territoire[1].

## Liste
| Nom                                                                | Continent             | Pays ou région                                                       | Résidence            | Lignage                     | Référence                                      | Année de découverte  |
| ------------------------------------------------------------------ | --------------------- | -------------------------------------------------------------------- | -------------------- | --------------------------- | ---------------------------------------------- | -------------------- |
| Akan                                                               | Afrique               | Ghana, Côte d'Ivoire, Togo                                           |                      | matrilinéaire (abusua)      | Thomas Edward Bowdich                          | 1821                 |
| Aléoutes                                                           | Asie et Amérique      | Russie (Kraï du Kamtchatka), États-Unis (Alaska)                     |                      | matrilinéaire               |                                                | fin du XVIIIe siècle |
| Alor                                                               | Asie                  | Indonésie                                                            |                      |                             | Cora du Bois (en)                              | 1944                 |
| Bamenda                                                            | Afrique               | Cameroun                                                             | patrilocal           | matrilinéaire (que les Kom) | Phyllis Kaberry                                | 1952                 |
| Batek                                                              | Asie                  | Malaisie                                                             | patrilocal           |                             | Kirk Michael Endicott                          | 1974                 |
| Bemba                                                              | Afrique               | République démocratique du Congo, Zambie                             |                      | matrilinéaire               |                                                |                      |
| Bijagos                                                            | Afrique               | Guinée-Bissau                                                        |                      | matrilinéaire               | Luigi Scantarburlo                             | 1978                 |
| Bontoc                                                             | Asie                  | Philippines                                                          |                      |                             | Albert Jenks Albert Bacdayan                   | 1905 1974            |
| Boyowan                                                            | Océanie               | Papouasie-Nouvelle-Guinée                                            | patrilocal           | matrilinéaire               | Bronisław Malinowski                           | 1916                 |
| Bribri                                                             | Amérique              | Costa Rica                                                           | matrilocal           | matrilinéaire               | William More Gabb                              | 1875                 |
| Bunt (en)                                                          | Asie                  | Inde                                                                 | patrilocal           | matrilinéaire               | Kathleen Gough (en)                            | 1954                 |
| Chambri (en)                                                       | Océanie               | Papouasie-Nouvelle-Guinée                                            |                      |                             | Margaret Mead                                  | 1935                 |
| Danois                                                             | Europe                | Læsø                                                                 | matrilocal           | matrilinéaire               | Bjarne Stoklund                                | 1700-1900            |
| Fore                                                               | Océanie               | Papouasie-Nouvelle-Guinée                                            |                      |                             | Shirley Glasse (Lindenbaum)                    | 1963                 |
| Garo                                                               | Asie                  | Inde                                                                 | matrilocal           | matrilinéaire               |                                                |                      |
| Grecs                                                              | Europe                | Îles variées                                                         | matrilocal           | matrilinéaire               | John Hawkins                                   | fin du XVIIIe siècle |
| Hopis                                                              | Amérique              | États-Unis                                                           | matrilocal           | matrilinéaire               | Barbara Freire-Marreco (en)                    | 1914                 |
| Huaorani                                                           | Amérique              | Équateur                                                             |                      |                             | John Man                                       | 1982                 |
| Iban                                                               | Asie                  | Bornéo                                                               | les deux             | aucun                       | Edwin H Gomes                                  | 1911                 |
| Iroquois                                                           | Amérique              | Nord-Est de l'Amérique du Nord                                       | matrilocal           | matrilinéaire               | Lewis Henry Morgan                             | 1901                 |
| Jaintia, alias Pnar (en) ou Synteng                                | Asie                  | Inde                                                                 | matrilocal           | matrilinéaire               |                                                |                      |
| Jivaro                                                             | Amérique              | Amazone-Ouesy                                                        |                      |                             | Rafael Karsten (de)                            | 1926                 |
| Juifs des Kibboutz                                                 |                       | Israël                                                               | [ 3 ]                | matrilinéaire               | Judith Buber Agassi                            | 1989                 |
| Karens                                                             | Asie                  | Birmanie                                                             | matrilocal           | matrilinéaire               | Harry Ignatius Marshall                        | 1922                 |
| Kerinci                                                            | Asie                  | Indonésie                                                            | matrilocal           | matrilinéaire               | C.W. Watson                                    | 1992                 |
| Khasi                                                              | Asie                  | Inde                                                                 | matrilocal           | matrilinéaire               | P. R. T. Gurdon                                | 1914                 |
| Kongos                                                             | Afrique               | République démocratique du Congo, République du Congo, Angola, Gabon | patrilocal           | matrilinéaire               |                                                |                      |
| Kunama                                                             | Afrique               | Érythrée, Soudan, Éthiopie                                           |                      | matrilinéaire               | Alexander Naty                                 |                      |
| !Kung (Bochimans)                                                  | Afrique               | Afrique du Sud                                                       |                      |                             | Marjorie Shostak                               | 1976                 |
| Maliku                                                             | Asie                  | Inde                                                                 | séparé               | matrilinéaire               | Ellen Kattner                                  | 1996                 |
| Marshallais                                                        | Océanie               | Îles Marshall                                                        | matrilocal           | matrilinéaire               |                                                |                      |
| Société mahoraise traditionnelle                                   | île de l'Océan Indien | France (Mayotte)                                                     | matrilocal           | matrilinéaire               |                                                |                      |
| Minangkabau                                                        | Asie                  | Indonésie                                                            |                      | les deux                    | Pieter Johannes Veth (nl)                      | 1882                 |
| Moso/Naxi                                                          | Asie                  | Chine                                                                | séparé               | matrilinéaire               | Joseph Francis Charles Rock                    | 1924                 |
| Navajos                                                            | Amérique              | États-Unis                                                           | matrilocal           | matrilinéaire               |                                                |                      |
| Nayars                                                             | Asie                  | Inde                                                                 |                      | matrilinéaire               | Kathleen Gough (en)                            | 1954                 |
| Grand Comoriens                                                    | île de l'Océan Indien | Comores                                                              | matrilocal           | matrilinéaire               | Paul Guy Martine Gestin, Nicole-Claude Mathieu | 1942                 |
| Nubiens                                                            | Afrique               | Soudan                                                               |                      |                             | Ernest Godard                                  | 1862                 |
| Ovambos                                                            | Afrique               | Namibie                                                              |                      | matrilinéaire               | Maija Hiltunen (Tuupainen)                     | 1970                 |
| Sérères sous-groupes : Laalaa, Ndut, Niominka, Nones, Palor, Saafi | Afrique               | Sénégal, Gambie, Mauritanie                                          | patrilocal           | les deux                    | Henry Gravrand Charles Becker                  | 1990 1993            |
| Siraya                                                             | Asie                  | Taïwan                                                               | duolocal, uxorilocal | matrilinéaire               | Shepherd & Candidius (en)                      | 1995                 |
| Tlingits                                                           | Amérique              | États-Unis                                                           | matrilocal           | matrilinéaire               | Aurel Krause (en)                              | 1885                 |
| Touaregs (Berbères)                                                | Afrique               | Sahara                                                               | matrilocal           | matrilinéaire,              | Hélène Claudot-Hawad                           |                      |
| Vanatinai                                                          | Océanie               | Papouasie-Nouvelle-Guinée                                            | matrilocal           | matrilinéaire               | Maria Lepowsky                                 | 1981                 |
| Wayuu                                                              | Amérique              | Colombie, Venezuela                                                  | matrilocal           | matrilinéaire               | Nina S. de Friedemann                          | Début du XVIe siècle |
| Wemale                                                             | Asie                  | Indonésie                                                            |                      |                             | Adolf Ellegard Jensen (en)                     | 1939                 |
| Zhaba                                                              | Asie                  | Chine                                                                | séparé               | matrilinéaire               | Zhao Liufang                                   | 1938                 |

## Autres
- Hadza (peuple)
- Makua (peuple)